# Камбра
Камбра (порт. Cambra)  —  район (фрегезия) в Португалии,  входит в округ Визеу. Является составной частью муниципалитета  Возела. Находится в составе крупной городской агломерации Большое Визеу. По старому административному делению входил в провинцию Бейра-Алта. Входит в экономико-статистический  субрегион Дан-Лафойнш, который входит в Центральный регион. Население составляет 1366 человек на 2001 год. Занимает площадь 25,39 км².

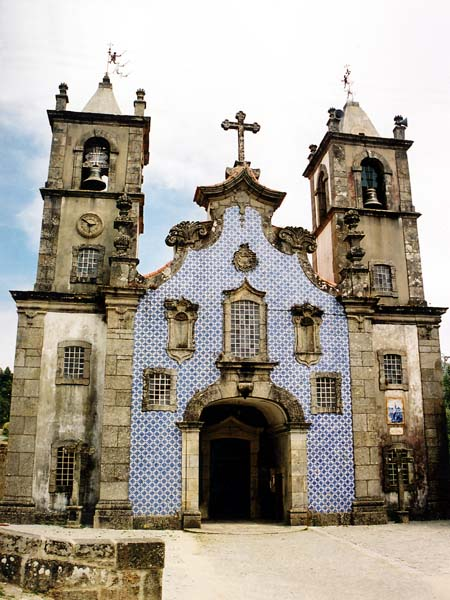
Собор